# La ragazza della nave
La ragazza della nave è un romanzo dello scrittore islandese Arnaldur Indriðason, edito nel 2016, terzo capitolo della saga storica dedicata al commissario Flovent e al poliziotto Thorson.

## Trama
Reykjavík, 1943. Il commissario Flóvent indaga sulla morte di un soldato americano ritrovato morto in una bettola frequentata da militari. Negli stessi giorni emerge un altro caso, quello del cadavere di un uomo trascinato a riva dalle correnti. Dalle indagini Flóvent e il soldato canadese Thorson, sempre incaricato di sorvegliarlo, risalgono alla traversata dell'Esja, il battello che tre anni prima aveva riportato in patria gli islandesi non appena era scoppiata la guerra. Allora, una giovane infermiera aveva atteso invano il ritorno del proprio amato, convinta fosse finito nelle mani nazisti. Fare luce su quell'episodio aiuterà Flóvent e Thorson a comprendere i casi che si trovano tra le mani.

## Edizioni
- Arnaldur Indriðason, La ragazza della nave, 1ª ed., Guanda, 2018,  p. 331, ISBN 978-88-235-2070-7.